# Орийак (округ)
Орийак (фр. Aurillac) — округ (фр. Arrondissement) во Франции, один из округов в регионе Овернь. Департамент округа — Канталь. Супрефектура — Орийак.
Население округа на 2006 год составляло 83 076 человек. Плотность населения составляет 43 чел./км². Площадь округа составляет всего 1937 км².